# Hank Williams III

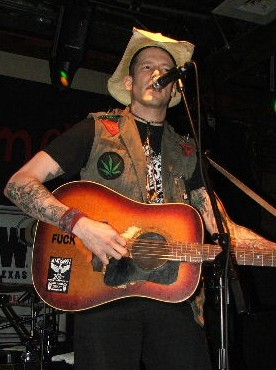
Hank Williams III (2006)

Shelton Hank Williams III (* 12. Dezember 1972 in Nashville, Tennessee), auch bekannt als Hank III oder Hank3, ist ein US-amerikanischer Country-, Metal-, Punk- und Rock-Musiker. Nach einem ersten traditionellen Country-Album im Jahr 1996 begann er sich von der Szene abzusetzen und verarbeitete Einflüsse aus der Punk- und Metal-Szene. Sein Stil wird auch als Hellbilly bezeichnet und der Alternative-Country-Szene sowie der Outlaw-Bewegung zugeordnet. Mit seiner Band Assjack ist er zudem im Extreme-Metal-Genre unterwegs. Er ist der Enkel von Hank Williams und der Sohn von Hank Williams Jr.

## Leben

### Jugendjahre

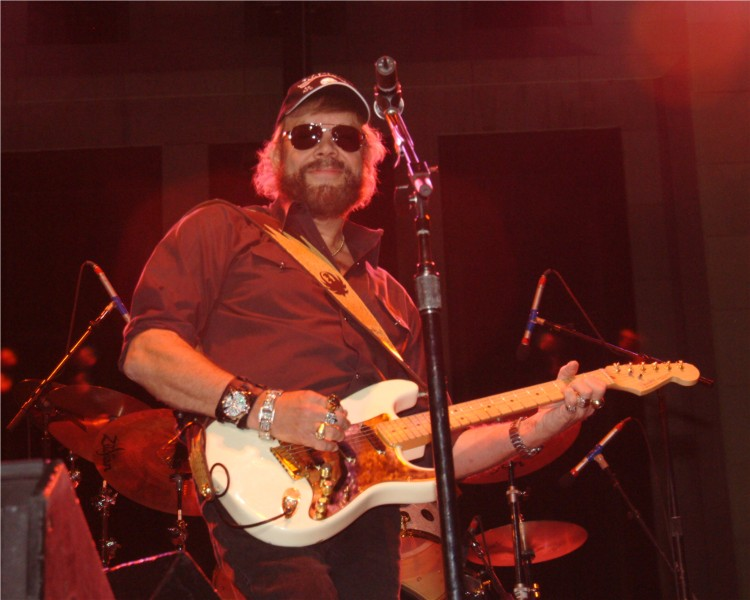
Williams’ Vater, Hank Williams Jr.

Hank Williams III wurde 1972 in Nashville als Sohn von Hank Williams Jr. und seiner zweiten Frau Gwen Yeargain geboren. Als sich seine Eltern 1977 scheiden ließen, zog Williams mit seiner Mutter nach Atlanta. Sein Verhältnis zu seinem Vater war von Beginn an gespalten; dieser litt zu jener Zeit an Depressionen und war suizidgefährdet. Zudem hatte er einen schweren Unfall beim Bergsteigen, von dem er sich nur langsam erholte. Der Sohn wurde strikt religiös erzogen; Metal- und Rockmusik war im Haushalt seiner Mutter verpönt. Zudem musste er mehrmals in der Woche die Kirche besuchen.
Als Williams etwa zehn Jahre alt war, hatte er wieder Kontakt zu seinem Vater. Dieser brachte ihm das Schlagzeugspiel bei. In seinen jungen Jahren war Williams III musikalisch von der Plattensammlung seines Vaters geprägt, unter anderem von den Alben seines Großvaters Hank Williams, aber auch durch Rockabilly, Bluegrass sowie Hard Rock von ZZ Top, Queen und Ted Nugent. Auch Soundtracks und Classic Rock gehören zu seinen Vorlieben.
Als Enkel von Hank Williams und Sohn von Hank Williams Jr. war er in der Country-Szene bekannt. Doch zunächst versuchte er, unabhängig eine Karriere zu verfolgen. Mit 15 spielte er Schlagzeug in einigen Punk-Bands im Südosten der USA und zog von Stadt zu Stadt. Er begann mit dem auch später für ihn charakteristischen Marihuana-Konsum. Als aus einem One-Night-Stand ein Kind hervorging, zwang ein Gerichtsbeschluss ihn dazu, ein sesshafteres und geordneteres Leben zu führen. Er musste 24.000 US-Dollar Unterhalt nachzahlen. Der Richter legte ihm nahe, lukrativere Arbeit aufzunehmen. So begann er doch, als Country-Musiker sein Geld zu verdienen, und trat bei einigen Tributeshows für seinen Großvater auf.

### Curb Records
1996 erhielt er einen Plattenvertrag bei Curb Records. Labelboss Mike Curb war ein Weggefährte seines Vaters und hatte diesen unter Vertrag. Als Inhaber der Rechte an den Aufnahmen von Hank Williams hatte er somit fast die völlige Kontrolle über alle drei Generationen der Williams-Familie. Kurze Zeit später wurde das Album Three Hanks: Men with Broken Hearts veröffentlicht, auf dem die Stimmen der drei Generationen vereint wurden. Er war von dem Konzept nie besonders überzeugt. Zwar mochte er es, auf einem Album mit seinem Großvater und seinem Vater vertreten zu sein, doch erschien ihm die Machart zu billig und auf den kommerziellen Gewinn ausgelegt zu sein. Zudem wurden auch die Gesangsspuren seines Vaters getrennt von seinen aufgenommen.
Sein erstes Soloalbum Risin’ Outlaw wurde im September 1999 veröffentlicht. Musikalisch handelte es sich dabei um traditionellen Country im Stile der Outlaw-Bewegung. Mit dem Album war er nicht zufrieden, insbesondere die Produktion mochte er nicht. 2001 beteiligte er sich an der Vans Warped Tour und trat dort vor Rancid auf. Sein zweites Album Lovesick, Broke & Driftin folgte 2002. Diesmal überließ er nichts dem Zufall und produzierte das Album selbst. Das Album enthielt überwiegend traditionellen Country, der vor allem vom Trinken und Kiffen handelt. Einige Songs sind im Stile seines Großvaters gehalten. Mit Atlantic City befindet sich eine Coverversion von Bruce Springsteen auf dem Album. Seine Abneigung gegen kommerziellen Country stellt er im Stück Trashville dar.
Er hatte im Anschluss große Probleme mit Curb Records, da diese sich weigerten, das Album This Ain’t Country zu veröffentlichen, und ihn aufgrund ihres Vertrags auch daran hinderten, es anderweitig anzubieten. Statt an neuen Alben zu arbeiten, veröffentlichte er Musik in extremen Limitierungen über seine Website. Die beiden Parteien prozessierten gegeneinander, was dazu führte, dass er gerichtlich dazu gezwungen wurde, den Verkauf seiner Bootlegs einzustellen. Er ging dazu über, T-Shirts mit der Aufschrift „Fuck Curb“ zu verkaufen und sprach schlecht von seiner Plattenfirma.  Im Juni 2004 erlaubte er allen Bootleggern, seine Shows mitzuschneiden und zu veröffentlichen. Einige Liveaufnahmen sind seither Bestandteil des Internet Archives.
2002 begann er als Bassist bei Superjoint Ritual zu spielen, der Band des ehemaligen Pantera-Frontmanns Phil Anselmo. Sein nächstes Soloalbum erschien im März 2006. Das Doppelalbum trug den Namen Straight to Hell und erschien wieder bei Curb Records, die das Label jedoch als „Bruc“ (Curb rückwärts) angaben. Die erste CD enthielt Country-Musik, die zweite nur einen Song. Louisiana Stripes ist mit Ambient und Noise unterlegt. Das Stück enthält keinen Gesang, sondern gesampelte Dialoge und Anrufbeantwortersprüche, Echo- und Dub-Effekte. Im Januar 2003 trat er zusammen mit seinem Vater in der Grand Ole Opry auf, um den fünfzigsten Todestag von Hank Williams zu ehren.
Nachdem sich Superjoint Ritual erstmals aufgelöst hatte, gründete Williams 2006 zusammen mit Phil Anselmo, Colin Yeo und EyeHateGod-Sänger Mike Williams die Hardcore-Punk-Band Arson Anthem. Nach einer selbstbetitelten EP 2008 erschien 2010 das Debütalbum Insecurity Notoriety auf Housecore Records. Das Projekt wurde später auf Eis gelegt.
Im Oktober 2008 veröffentlichte er das Album Damn Right, Rebel Proud. Wie bereits 2006 weigerte sich die Plattenfirma aufgrund der darauf verwendeten beleidigenden Sprache, ihren Namen auf das Album zu drucken, und veröffentlichte es unter ihrem Sublabel Sidewalk Records. Im August 2009 folgte das selbstbetitelte Debütalbum von Assjack. Obwohl es sich bei Assjack im Prinzip um seine Tourband handelte, spielte er das Album alleine ein und produzierte es auch selbst. Die Musik stellt eine Mischung aus Death Metal, seiner Version von Country, Industrial Metal und Hardcore Punk dar. Verglichen wurde der Stil mit Ministry, Roach Motel und Slipknot.
2010 erschien mit The Rebel Within die letzte Zusammenarbeit mit Curb Records. Danach war sein Vertrag erfüllt. Auf der Platte sind vor allem in den Gesangsparts einige Punk- und Metal-Einflüsse erkennbar, doch der Großteil des Albums besteht aus traditioneller Country-Musik. Curb veröffentlichte nach jahrelangen Streitigkeiten 2011 das oft illegal verkaufte Album This Ain’t Country mit alternativem Material als Hillbilly Joker. Obwohl er das Album nicht bewarb, kam es in die Top 10 der US-Billboard-Country-Charts und erreichte sogar Platz 62 der Billboard 200. 2012 veröffentlichte Curb, wieder gegen den Willen von Hank Williams III, das Album Long Gone Daddy mit Outtakes aus früheren Aufnahmesessions.
Im Frühjahr 2014 folgte wieder über Curb Records das  Album Ramblin’ Man, das Lieder von ZZ Top, Merle Haggard, Johnny Paycheck und Peter La Farge enthält sowie einige Aufnahmen für das This-Ain’t-Country-Album, das in anderen Versionen bereits Bestandteil des Hillbilly-Joker-Albums war. Auch 2015 erschien mit Take as Needed for Pain eine Kompilation, die vor allem aus Outtakes und Tracks für Tributalben bestand. Er lehnt diese nicht von ihm gewünschten Releases ab und ermutigt seine Fans, diese zu kopieren und per Filesharing zu verbreiten.

### Als unabhängiger Künstler

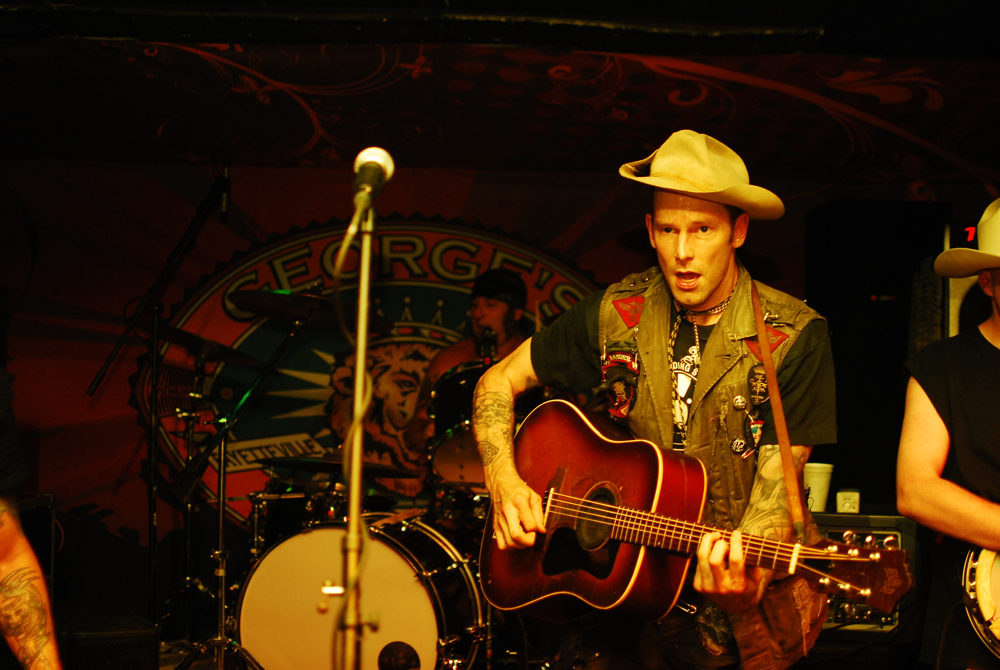
Hank Williams III (2010)

Nach den Erfahrungen mit Curb wollte er unabhängig sein. Er gründete sein eigenes Label, Hank3 Records, auf dem er drei Alben gleichzeitig veröffentlichte: das Country-Doppelalbum Ghost to a Ghost/Gutter Town, das Doom-Metal-Album Attention Deficit Domination sowie das Speed-Metal-Album Cattle Calling unter dem Pseudonym 3 Bar Ranch. Ghost to a Ghost/Gutter Town erschien als Doppelalbum. Während Ghost to a Ghost eher seinen früheren Alben folgt, handelt es sich bei dem zweiten Teil Gutter Town um eher experimentelle Musik, die den Stil von Louisiana Stripes aufgriff und diesen mit Cajun-Musik mischte. Als Gäste sind Les Claypool von Primus und Tom Waits vertreten. Den Vertrieb für sämtliche Veröffentlichungen von Hank3 Records übernahm das Hard-Rock- und Metal-Independent-Label Megaforce Records.
Ursprünglich plante Williams, in den nächsten Jahren nur noch auf Tournee zu gehen. Doch eine schwere Verletzung seines Schlagzeugers zwang die Band zu einer Tourpause. Williams nutzte diese Auszeit und schrieb 25 neue Songs. 2013 erschien das Country-Doppelalbum Brothers of the 4x4 sowie das Cowpunk-Album A Fiendish Treat. Letzteres stellt eine Hommage an seine Punk-Wurzeln dar, die im Wesentlichen von Black Flag, Minor Threat, The Misfits, Janes Addiction und den Ramones geprägt sind.

## Musikstil  und Texte

### Country & Hellbilly

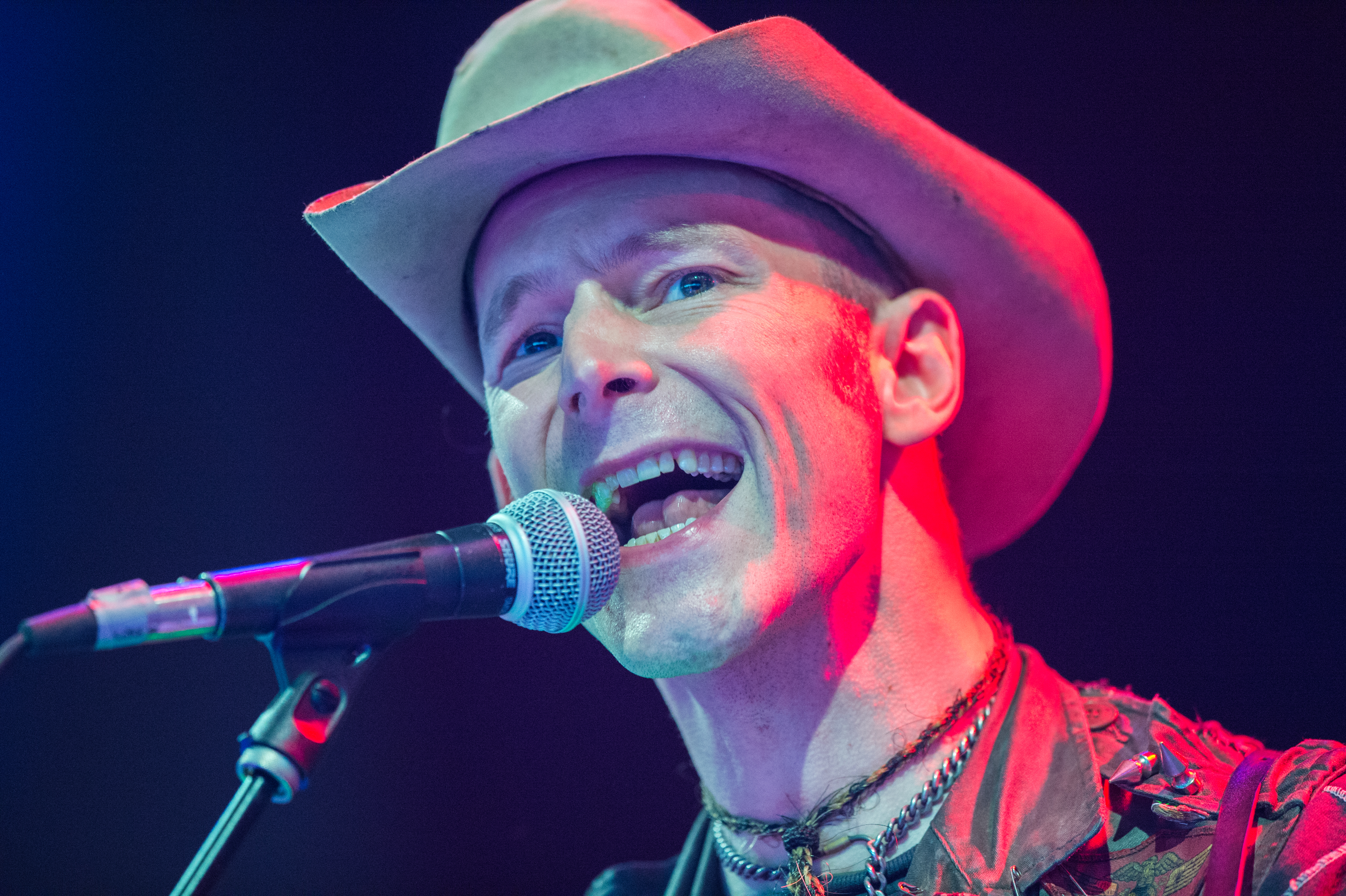
Hank Williams III (2012)

Während sein Vater eher auf Grund seiner Positionen und seines Äußeren zum Outlaw-Country gezählt wurde, seine Musik jedoch traditioneller Country sowie Honky Tonk beinhaltete, steht Williams III zwischen allen Stilen. Er spielt Alternative Country und experimentiert gerne mit Stilen innerhalb des Metal- und Punk-Genres. Er verwendet aber auch immer wieder Elemente des ursprünglichen Countrys und der Cajun-Musik. Mit Assjack spielt er stark an Death Metal angelehnte Musik und bei  Superjoint Ritual einen vom Hardcore-Punk beeinflussten Stil.
Für seinen Stil wird oft der Begriff Hellbilly verwendet, eine Zusammensetzung aus Hillbilly, einer oft abschätzigen Bezeichnung für Bewohner ländlicher Gegenden, und dem englischen Wort Hell für Hölle. Musikalische Vorbilder sind neben seinem Großvater und weiteren Country-Künstlern vor allem Tom Waits, GG Allin, Henry Rollins und Jello Biafra (Dead Kennedys). Was das Konzept seiner Musik angeht, ist er von Frank Zappa geprägt, der ebenfalls in vielen Musikgenres zu Hause war und Alben diverser Genres veröffentlicht hatte.
Sein Gesangsstil erinnerte vor allem bei früheren Aufnahmen an den seines Großvaters. Er hatte die typische nasale Stimmlage, die auch Hank Williams auszeichnete, und kann auch jodeln wie er. Aber seine Affinität zu Rauschmitteln sowie der häufige Wechsel seines Gesangsstils während der Konzerte änderte seine Stimmlage über die Jahre. Mitte der 2000er Jahre verlor er für kurze Zeit seine Stimme und musste mehrere Kuren machen. Seitdem ist seine Stimme heiserer und dunkler als die seines Großvaters.

### Texte
Textlich befasst sich Hank Williams III vor allem mit der Country-Szene im Allgemeinen sowie den typischen rowdyhaften Allüren des Outlaw Country. Seine Texte unterscheiden sich dabei wenig von den allgemeinen Inhalten von Country-Songs. So finden sich dort als Motive Cowboy-Szenarien, Gefängnisse, Truckfahrer, individuelle Freiheit und Liebeskummer. Seine Lieder behandeln unglücklich endende Beziehungen und das harte Leben auf dem Land und die Beschreibung von Alkoholexzessen in Verbindung mit Schlägereien.
Was seine Texte von Mainstream-Künstlern unterscheidet, ist der häufige Gebrauch von obszönen Wörtern und eine düstere Melancholie, zudem seine Neigung zu musikalischen und textlichen Experimenten. Ebenfalls klar der Outlaw-Country-Szene zuzuordnen sind seine Texte über Drogen, insbesondere Marihuana. Der Gegensatz zur Mainstream-Country-Szene ist ebenfalls ein wiederkehrendes Motiv in seinem Schaffen. Williams III ist gelangweilt vom vorhersehbaren Nashville-Sound und dem dortigen Umgang. Er begann Songs zu schreiben, die sich gegen das Country-Establishment in Nashville auflehnten. So heißt es in seinem Lied Dick in Dixie beispielsweise:

“I’m here to put the dick in Dixie and the cunt back in country/’Cause the kind of country I hear nowadays is a bunch of fuckin’ shit to me/They say that I’m ill-mannered, that I’m gonna self-destruct/But if you know what I’m thinkin’, you’ll know that pop country really sucks.”

„Ich bin hier, um meinen Schwanz zurück in Dixieland zu stecken und die Fotze zurück in Country. Denn das, was ich heute an Country höre, ist ein Haufen Scheißdreck. Die sagen, ich wäre ungezogen und würde mich selbst zerstören. Aber wenn ihr so denken würdet wie ich, dann wüsstet ihr, dass der Pop-Country einfach nur nervt.“

Logo mit an Black Flag angelehnten Streifen

Sowohl optisch als auch textlich und musikalisch gibt es Verbindungen zur Punkszene. Für sein Logo verwendete er mehrfach die charakteristischen schwarzen Streifen des Black-Flag-Logos. Ebenso veröffentlichte er mit No Values eine Black-Flag-Coverversion für das Tributalbum Rise Above: 24 Black Flag Songs to Benefit the West Memphis Three, dessen Erlös den Prozesskosten der West Memphis Three zugutekam. Mit P.F.F. („Punch, Fight, Fuck“) veröffentlichte er ein an GG Allins Drink, Fight & Fuck angelehntes Stück. Auch weitere Titel verbinden Outlaw-Country mit Punk- und Hardcore-Punk.

### Performance
Wegen der verschiedenen Musikstile, die er in seinem Schaffen vereinigt, sind seine Liveauftritte oft zwei- bis dreigeteilt, so dass die erste Stunde vor allem Country und Bluegrass umfasst. Anschließend sind fünf Minuten Pause, um dem Publikum die Gelegenheit zu geben, gegebenenfalls das Konzert zu verlassen. In der zweiten Stunde folgen die eher punkigen oder Metal-Stücke. Die Intensität steigert sich gegen Ende des Sets. In dieser Phase ändert sich Hank Williams’ Gesangsstil vom Klargesang bis zum gutturalen Gesang. Am Ende des Sets werden Stücke von den Assjacks gespielt. Das Publikum wechselt indessen, manchmal verlässt ein Drittel bis die Hälfte des Publikums nach dem Country-Set die Veranstaltung, aber Hank Williams hat auch Fans, die sich das gesamte Konzert ansehen.

## Erfolg und Bedeutung
Williams III versuchte zunächst, aus seinem Erbe Kapital zu schlagen, um seinen unehelichen Sohn zu unterstützen beziehungsweise Schulden zu tilgen. Doch genauso wie sein Vater, der in den 1970ern Country mit Southern Rock verband, verfolgte er später seinen eigenen Weg, der ihn vom traditionellen Country-Publikum entfernte. Sein Publikum sind sowohl Hörer, die traditionelle Country-, Bluegrass- und Cajun-Musik mögen, als auch Punk- und Metalfans, die er unter anderem mit Assjack sowie seinen Arbeiten in Zusammenarbeit mit Phil Anselmo anzieht. Sein Musikstil gilt als einzigartig, wobei gerade die frühen Alben den Kritikern nicht weit genug gingen. Nach vielen Experimenten gelang es ihm letztlich, ein Publikum zu erreichen, das sich aus einer Schnittmenge der drei Szenen Punk, Metal und Country zusammensetzt. Kommerziellen Erfolg hatte er jedoch fast durchgängig nur mit seinen eher traditionell orientierten Alben, die sowohl in den Billboard 200 als auch in den Billboad-Country-Charts hohe Platzierungen erhielten.
In der amerikanischen Öffentlichkeit hat er ein Image als Draufgänger, obwohl er sich selbst eher als „netten, aber zutiefst ehrlichen Menschen“ sieht. Curb Records versuchte, ihn zu Seminaren zu bewegen, um sein Image zu verbessern, doch Williams lehnte dies ab. Seine deutlichen Texte führten zudem dazu, dass er von der Supermarktkette Wal-Mart boykottiert wurde. Williams III engagiert sich für die Legalisierung von Hanf, nicht nur aus Sicht des Konsumenten, sondern auch aus landwirtschaftlicher Sicht, um den Bauern eine weitere Existenzgrundlage zu geben. Des Weiteren versucht er seit Jahren, seinem Großvater wieder eine Ehrung in der Grand Ole Opry zukommen zu lassen, und initiierte dafür die Kampagne Reinstate Hank.

## Diskografie

### Studioalben
| Jahr | Titel                        | Höchstplatzierung, Gesamtwochen, AuszeichnungChartplatzierungen (Jahr, Titel, Platzierungen, Wochen, Auszeichnungen, Anmerkungen) | Höchstplatzierung, Gesamtwochen, AuszeichnungChartplatzierungen (Jahr, Titel, Platzierungen, Wochen, Auszeichnungen, Anmerkungen) | Anmerkungen                                   |
| Jahr | Titel                        | US | Country | Anmerkungen                                   |
| ---- | ---------------------------- | --- | --- | --------------------------------------------- |
| 1999 | Risin’ Outlaw                | — | Country52 (31 Wo.)Country | Curb Records                                  |
| 2002 | Lovesick, Broke and Driftin’ | US156 (2 Wo.)US | Country17 (31 Wo.)Country | Curb Records                                  |
| 2006 | Straight to Hell             | US73 (3 Wo.)US | Country17 (31 Wo.)Country | Bruc Records                                  |
| 2008 | Damn Right, Rebel Proud      | US18 (4 Wo.)US | Country2 (41 Wo.)Country | Sidewalk Records                              |
| 2010 | Rebel Within                 | US20 (3 Wo.)US | Country4 (21 Wo.)Country | Curb Records                                  |
| 2010 | Hillbilly Joker              | US62 (1 Wo.)US | Country10 (17 Wo.)Country | Sidewalk Records ohne Einwilligung erschienen |
| 2011 | Ghost to a Ghost/Gutter Town | US49 (2 Wo.)US | Country14 (14 Wo.)Country | Megaforce Records/Hank 3 Records              |
| 2011 | 3 Bar Ranch Cattle Callin’   | — | — | Megaforce Records/Hank 3 Records              |
| 2011 | Attention Deficit Domination | US179 (1 Wo.)US | — | Megaforce Records/Hank 3 Records              |
| 2013 | Brothers of the 4x4          | US61 (2 Wo.)US | Country10 (7 Wo.)Country | Megaforce Records/Hank 3 Records              |
| 2013 | A Fiendish Treat             | — | — | Megaforce Records/Hank 3 Records              |

### Kollaborationsalben
| Jahr | Titel                               | Höchstplatzierung, Gesamtwochen, AuszeichnungChartplatzierungen (Jahr, Titel, Platzierungen, Wochen, Auszeichnungen, Anmerkungen) | Höchstplatzierung, Gesamtwochen, AuszeichnungChartplatzierungen (Jahr, Titel, Platzierungen, Wochen, Auszeichnungen, Anmerkungen) | Anmerkungen                                          |
| Jahr | Titel                               | US | Country | Anmerkungen                                          |
| ---- | ----------------------------------- | --- | --- | ---------------------------------------------------- |
| 1996 | Three Hanks: Men with Broken Hearts | US167 (1 Wo.)US | Country29 (20 Wo.)Country | Curb Records mit Hank Williams und Hank Williams Jr. |
| 2009 | Assjack                             | — | — | Curb Records mit Assjack                             |

### Kompilationen
| Jahr | Titel                   | Höchstplatzierung, Gesamtwochen, AuszeichnungChartplatzierungen (Jahr, Titel, Platzierungen, Wochen, Auszeichnungen, Anmerkungen) | Höchstplatzierung, Gesamtwochen, AuszeichnungChartplatzierungen (Jahr, Titel, Platzierungen, Wochen, Auszeichnungen, Anmerkungen) | Anmerkungen                               |
| Jahr | Titel                   | US | Country | Anmerkungen                               |
| ---- | ----------------------- | --- | --- | ----------------------------------------- |
| 2012 | Long Gone Daddy         | US92 (1 Wo.)US | Country16 (15 Wo.)Country | Curb Records ohne Einwilligung erschienen |
| 2014 | Ramblin’ Man            | — | Country37 (1 Wo.)Country | Curb Records ohne Einwilligung erschienen |
| 2015 | Take As Needed for Pain | — | — | Curb Records ohne Einwilligung erschienen |

### Livealben
- 2001: Live in Scotland (BBC)

### Halboffizielle Bootlegs
Während des Boykotts durch Curb Records veröffentlicht.
- 2000: Hank III Says Fuck You!!!
- 2000: Bootleg #1
- 2001: Bootleg #2
- 2002: Bootleg #3 Demo
- 2002: Bootleg #3

### Singles
- 2000: You’re the Reason (von Risin’ Outlaw)
- 2000: I Don’t Know (von Risin’ Outlaw, Platz #50 in den US Country-Charts)
- 2001: If the Shoe Fits (von Risin’ Outlaw)
- 2002: Mississippi Mud (von Lovesick, Broke and Driftin’)
- 2002: Cecil Brown (von Lovesick, Broke and Driftin’)
- 2003: Nighttime Ramblin’ Man (von Lovesick, Broke and Driftin’)
- 2006: Low Down (von Straight to Hell)
- 2007: Louisiana Stripes (von Straight to Hell)
- 2008: Six Pack of Beer (von Damn Right, Rebel Proud)
- 2008: Long Hauls and Close Calls (von Damn Right, Rebel Proud)
- 2009: P.F.F. (von Damn Right, Rebel Proud)
- 2009: Redneck Ride (von Assjack)
- 2010: #5 (von Rebel Within)
- 2010: Rebel Within (von Rebel Within)
- 2010: Lost in Oklahoma (von Rebel Within)
- 2010: Karmageddon (von Rebel Within)
- 2011: Hellbilly (von Hillbilly Joker)
- 2011: Tennessee Driver (von Hillbilly Joker)
- 2011: Hillbilly Joker (von Hillbilly Joker)
- 2011: Gutter Town (von Ghost on a Ghost/Gutter Town)
- 2011: Gutter Stomp (von Ghost on a Ghost/Gutter Town)
- 2011: Outlaw Convention (von Ghost on a Ghost/Gutter Town)
- 2012: The Wind Blew Cold (von Long Gone Daddy)
- 2012: Sun Comes Up (von Long Gone Daddy)
- 2012: Good Hearted Woman (von Long Gone Daddy)
- 2012: The Bottle Let Me Down (von Long Gone Daddy)
- 2012: Make a Fall (von Attention Deficit Domination)
- 2012: Goats N Heathans (von Attention Deficit Domination)
- 2012: Livin’ Beyond Doom (von Attention Deficit Domination)
- 2012: In the Camouflage (von Attention Deficit Domination)
- 2012: Demons Mark (von Attention Deficit Domination)
- 2012: Black Cow (von 3 Bar Ranch Cattle Callin’)
- 2012: Mad Cow (von 3 Bar Ranch Cattle Callin’)
- 2012: square Bailor (von 3 Bar Ranch Cattle Callin’)
- 2012: Countin Cows (von 3 Bar Ranch Cattle Callin’)
- 2012: Branded (von 3 Bar Ranch Cattle Callin’)
- 2012: Moo You (von 3 Bar Ranch Cattle Callin’)
- 2013: Nearly Gone (von Brothers of the 4x4)
- 2013: The Outdoor Plan (von Brothers of the 4x4)
- 2013: Deep Scars (von Brothers of the 4x4)
- 2013: Farthest Away (von Brothers of the 4x4)
- 2013: Fight My Way (von A Fiendish Threat)
- 2013: Broke Jaw (von A Fiendish Threat)
- 2013: Your Floor (von A Fiendish Threat)
- 2014: Breakin’ Free (von A Fiendish Threat)
- 2014: Different from the Rest (von A Fiendish Threat)
- 2014: Runnin’ and Gunnin’ (von Ramblin’ Man)
- 2014: Marijuana Blues (von Ramblin’ Man)

### Musikvideos
- 2000: You’re the Reason
- 2008: Long Hauls & Close Calls
- 2009: Redneck Ride
- 2014: Different from the Rest
- 2014: Loners 4 Life

### Mit Arson Anthem
- 2008: Arson Anthem (EP, Housecore Records)
- 2010: Insecurity Notoriety (Album, Housecore Records)